# Грифино
Грифѝно (на полски: Gryfino; на немски: Greifenhagen; на кашубски: Grëfino; на померански диалект: Gripenhagen) е град в северозападна Полша, Западнопоморско войводство (в периода 1975 – 1998 г. – Шчечинско войводство), в историческата област Померания. Към края на 2017 г. има 21 393 жители. Седалище е на Грифински окръг.
Градът се намира на река Източна Одра (Реглиц), източното корито на река Одра, на около 20 км южно от столицата на войводството – Шчечин. Западното корито на Одра, на около 2 км от центъра на града представлява границата с Германия след 1945 г. Има мост над двете корита, който свързва Грифино с немския град Мешелин, който се намира от другата страна на реката.

## Побратимени градове
- Барлинек, Полша
- Берзенбрюк, Германия
- Гарц, Германия
- Рацеховице, Полша
- Швет, Германия